# Ilghazi I
Ilghazi (I) Najm-ad-Din (? - 3 de novembre de 1122) fou emir ortúquida, fill d'Ortuk.
Ilghazi va lluitar a la Jazira al servei del sultà seljúcida de Damasc Tútuix I (que era el seu cunyat) contra els nebots d'aquest (1092-1095) i a la mort del sultà el 1095, des del seu feu de Jerusalem, van donar suport al seu fill Ridwan d'Alep, contra l'altre fill Dukak de Damasc. Poc després, el 1097, junt al seu germà Sukman I, va perdre -després d'un setge de 40 dies- Jerusalem ((el seu pare Ortuk n'havia estat nomenat governador per Tútuix el 1086, i havien heretat conjuntament el govern a la seva mort el 1091), enfront del visir fatimita Al-Afdal ben Badr al-Djamali Shahanshah (que després la va perdre el 1099 davant els croats).
Ilghazi va entrar llavors al servei del sultà Muhàmmad, fill de Màlik-Xah, en contra del seu germà Barkyaruq. Muhàmmad el va nomenar governador de l'Iraq (1100/1101-1105) però la majoria dels seus turcmans estaven establerts al Diyarbakır. Destituit del govern es va enemistar amb Muhàmmad.
Després de la mort de Barkyaruq que va deixar sol al tron a Muhàmmad, els partidaris del primer van demanar ajut a Kilidj Arslan de Rum que va envair el Diyarbakır. Muhàmmad va enviar a la zona a Ilghazi, el seu general, que junt amb altres generals va derrotar a Kilidj Arslan el 1107. Vers el 1108 va adquirir Mardin que ara estava en mans d'Ibrahim, el seu nebot, fill de Sukman I (l'altra fill, Rukn al-Dawla Daud va conservar Hisn Kayfa). En aquest any consta també que dominava Nisibin.
Ilghazi es va enfrontar amb el senyor d'Akhlat, Sukman, el qual va morir el 1110. Ilghazi va evitar des de llavors participar en les expedicions seljúcides contra els croats (1111-11145) refusant les ordes de Muhàmmad amb el qual seguia enemistat. El 1114 va organitzar una coalició (amb dos dels seus nebots) contra el governador seljúcida de Mossul Ak Sunkur al-Bursuki, cap de les forces contra els croats, i el va derrotar el maig del 1115, però temorós d'una revenja de Muhàmmad que li va escriure una carta amenaçant, va fugir a Síria i va fer aliança amb Tughtegin, atabeg de Damasc, en mals termes amb Muhàmmad que l'acusava de participar en la mort de Mawdud, i els dos homes van decidir oposar-se al sulta i aliar-se al principat d'Antioquia, aliança que s va concertar en una reunió al llac Kadas.
Ilghazi anava al Diyarbakır a reclutar tropes quan fou capturat a al-Rastan, entre Homs i Hamat, per Khirkhan, governador d'Homs que va cridar al sultà Muhàmmad per ajudar-lo a defensar Homs contra Tughtagin, al que mantenia allunyat amb l'amenaça de matar a Ilghazi. Com que les tropes del sultà no arribaven, Khirkhan va alliberar a Ilghazi a canvi d'un altre ostatge i la promesa de l'alliberat de protegir el governador contra Tughtagin. Ilghazi va anar a Alep (que hauria ocupat temporalment), va reunir una tropa de turcmans, i va retornar a Homs que va assetjar; mentre era allí va arribar l'exèrcit d'ajut enviat pel sultà Muhàmmad, dirigit per Bursuk ibn Bursuk; sembla que Tughtegin i Ilghazi van oferir Alep al sultà com a reparació per la mort de Mawdud i la derrotat d'Ak Sunkur, (així ho diu al canceller franc Gauthier), però el príncep Roger d'Antioquia els va dissuadir, i va enviar forces croades que després d'algun tantejos van acabar derrotant a Bursuk, que va haver de retpornar cap a l'est (on va morir quan preparava una nova expedició).
Muhàmmad va morir el 1118 i Ilghazi es va apoderar llavor de la darrera fortalesa seljúcida al Diyarbakır, Mayyafarikin el 14 de setembre de 1118 (Ibn Djahir el seljúcida l'havia arrabassat el 1085/1086 als marwànides) segons Ibn al-Azrak. Després va restablir bones relacions amb el nou sultà Mahmud ibn Muhàmmad.
Poc després Alep, amenaçada pels francs i les divisions internes (el regent Lulu havia estat assassinat a finals del 1117), el va cridar per assolir el poder tot i que els notables eren reticents a aquesta mesura; d'acord amb Tughtegin va acceptar el 1118 i fou proclamat regent d'Alep; el 1119 va haver de lluitar contra els seus antics aliats croats, i va derrotar a Roger d'Antioquia a Balat a la vall de Tell Afrin (28 de juny de 1119), quan els francs atacaven Alep, però com que la seva força era al Diyarbakır i la victòria havia provocat la reacció de la resta de senyors croats degut a la mort del príncep Roger, va signar la pau tit i que poidia ocupar Antioquia que havia quedar sense defensors. El seu fill Shams al-Dawla Sulayman fou nomenat governador-regent d'Alep.
El 1121 fou cridat pel sultà seljúcida per lluitar contra els georgians; un exèrcit de 300.000 homes sota el comandament del governador de Bagdad Nadjm ed-Din al-Ghazi i en el qual hi havia Ilghazi, va marxar cap al regne caucàsic, hi va entrar i va acampar a Tsalka, a Manglissi-Trialèthia; els georgians eren poc més de 50.000, entre ells 200 cavallers croats europeus; la batalla es va lliurar a Didgori el 12 d'agost de 1121 i David IV va obtenir un gran triomf que li va permetre de conquerir Tbilisi. Aquesta derrota però fou compartida i no va afectar el prestigi d'Ilghazi i probablement com a premi per la seva participació el sultà Muhàmmad li va reconèixer el feu de Mayyafarikin segons diu Ibn al-Athir.
Estant a Geòrgia es va revoltar el seu fill Sulayman, però quan Ilghazi es va presentar a la ciutat el fill es va sotmetre. Hi ha dubtes sobre que fos una verdadera rebel·lió i no un engany per evitar cedir Alep. Sulayman en tot cas fou destituït i el govern concedit a un nebot, Badr al-Dawla Sulayman (fill d'Abd al-Djabar, germà d'Ilghazi)
Ilghazi va morir el 3 de novembre de 1122 a Mayyafarikin. El van succeir els seus fill Husam al-Din Timurtaix a Mardin, i Xams-ad-Dawla Sulayman a Mayyafarikin. Tots els altres fill l'havien premort. Alep va anar al seu nebot Badr al-Dawla Sulayman ibn Abd al-Djabar. Ilghazi fou enterrat a Mayyafarikin.
Va estar casat amb una princesa seljúcida, amb una filla de Tughtagin (de nom Il Khatun) i amb Farkhunda Khatun (filla del príncep d'Alep Ridwan, que al temps del matrimoni ja havia mort). De les seves filles cal esmentar a Guhar (o Kumar) Khatun que es va casar el 1120 amb Dubays ibn Sàdaqa, emir de la Batiha; i a Yumna Khatun, esposa de l'inàlida Il-Aldi senyor d'Amida (mort el 1141/1142); una filla de nom desconegut es va casar amb un fill de Tekish que era germà del sultà Màlik-Xah. Va tenir quatre fills dels quals dos ja s'han esmentat i els altres foren Ayaz (mort el 1114/1115) i Xihab-ad-Din Mahmud (de sort desconeguda).
La seva dinastia va subsistir a Mardin fins al 1408.